# Пове-дель-Ґраппа
Пове-дель-Ґраппа (італ. Pove del Grappa, вен. Pove del Grapa) — муніципалітет в Італії, у регіоні Венето, провінція Віченца.
Розташований на відстані близько 440 км на північ від Рима, 65 км на північний захід від Венеції, 32 км на північний схід від Віченци.
Населення — 3092 особи (2014).
Щорічний фестиваль відбувається 26 червня. 
Покровитель — San Vigilio.

## Демографія
Населення за роками:

Станом на 1 січня 2023 року в муніципалітеті офіційно проживало 89 іноземців з 17 країн, серед них 41 громадянин країн Євросоюзу та 14 громадян України.

## Сусідні муніципалітети
- Бассано-дель-Ґраппа
- Борсо-дель-Граппа
- Чизмон-дель-Граппа
- Романо-д'Еццеліно
- Сан-Нацаріо
- Соланья